# Changjiang Zhongxiayou Pingyuan
Changjiang Zhongxiayou Pingyuan (Równina Środkowego i Dolnego Jangcy, Nizina Środkowego i Dolnego Jangcy, Nizina Jangcy; chiń. upr. 长江中下游平原; chiń. trad. 長江中下游平原; pinyin Chángjiāng Zhòngxiàyóu Píngyuán) – zespół równin aluwialnych we wschodnich Chinach, wzdłuż rzeki Jangcy i jej głównych dopływów. Rozciąga się od terenów na wschód od miasta Yichang w prowincji Hubei aż do delty Jangcy i zajmuje powierzchnię około 200 tys. km², obejmując terytoria prowincji Hubei, Hunan, Jiangxi, Anhui i Jiangsu. Zbudowane głównie z osadów aluwialnych naniesionych przez Jangcy i jej dopływy równinne obszary w dużej mierze nie wznoszą się na wysokość powyżej 50 m n.p.m. Liczne rzeki, kanały i jeziora (m.in. Dongting Hu, Poyang Hu, czy Tai Hu) tworzą gęstą sieć śródlądowych dróg wodnych. W regionie uprawia się ryż, bawełnę, pszenicę, rzepak, morwę, bambus, konopie i hoduje się ryby słodkowodne. Do głównych ośrodków miejskich zaliczają się: Szanghaj, Nankin, Hangzhou i Wuhan.